# Isac Lundeström
Isac Lundeström (* 6. listopadu 1999 Gällivare) je švédský hokejový útočník momentálně hrající v severoamerické National Hockey League (NHL) za tým Anaheim Ducks. Stejný klub ho v roce 2018 draftoval v 1. kole jako 23. celkově. V srpnu 2018 podepsal s klubem tříletou smlouvu. Po jejím vypršení se dohodl s Anaheimem na prodloužení spolupráce a v červenci 2022 podepsal novou dvouletou smlouvu.

## Klubové statistiky
| Sezona      | Klub            | Soutěž      | Základní část | Základní část | Základní část | Základní část | Základní část | Play off | Play off | Play off | Play off | Play off |
| Sezona      | Klub            | Soutěž      | Z             | G             | A             | B             | TM            | Z        | G        | A        | B        | TM       |
| ----------- | --------------- | ----------- | ------------- | ------------- | ------------- | ------------- | ------------- | -------- | -------- | -------- | -------- | -------- |
| 2014/15     | Luleå HF        | J20         | 3             | 1             | 0             | 1             | 0             | 3        | 0        | 0        | 0        | 0        |
| 2015/16     | Luleå HF        | J20         | 34            | 4             | 13            | 17            | 12            | —        | —        | —        | —        | —        |
| 2015/16     | Luleå HF        | SHL         | 4             | 0             | 0             | 0             | 0             | —        | —        | —        | —        | —        |
| 2016/17     | Luleå HF        | J20         | 10            | 3             | 4             | 7             | 4             | 3        | 1        | 2        | 3        | 0        |
| 2016/17     | Luleå HF        | SHL         | 45            | 3             | 3             | 6             | 0             | 1        | 0        | 0        | 0        | 0        |
| 2017/18     | Luleå HF        | SHL         | 42            | 6             | 9             | 15            | 14            | 3        | 0        | 0        | 0        | 0        |
| 2017/18     | Luleå HF        | J20         | —             | —             | —             | —             | —             | 6        | 0        | 5        | 5        | 0        |
| 2018/19     | Anaheim Ducks   | NHL         | 15            | 0             | 2             | 2             | 2             | —        | —        | —        | —        | —        |
| 2018/19     | San Diego Gulls | AHL         | 12            | 0             | 6             | 6             | 2             | 7        | 1        | 2        | 3        | 0        |
| 2018/19     | Luleå HF        | SHL         | 17            | 2             | 7             | 9             | 2             | 10       | 2        | 6        | 8        | 0        |
| 2019/20     | San Diego Gulls | AHL         | 43            | 6             | 15            | 21            | 4             | —        | —        | —        | —        | —        |
| 2019/20     | Anaheim Ducks   | NHL         | 15            | 0             | 4             | 4             | 0             | —        | —        | —        | —        | —        |
| 2020/21     | Timrå IK        | Allsv       | 12            | 5             | 6             | 11            | 6             | —        | —        | —        | —        | —        |
| 2020/21     | Anaheim Ducks   | NHL         | 41            | 6             | 3             | 9             | 14            | —        | —        | —        | —        | —        |
| 2021/22     | Anaheim Ducks   | NHL         | 80            | 16            | 13            | 29            | 8             | —        | —        | —        | —        | —        |
| 2022/23     | Anaheim Ducks   | NHL         | 61            | 4             | 10            | 14            | 2             | —        | —        | —        | —        | —        |
| 2023/24     | Anaheim Ducks   | NHL         | 46            | 5             | 6             | 11            | 2             | —        | —        | —        | —        | —        |
| NHL celkově | NHL celkově     | NHL celkově | 258           | 31            | 38            | 69            | 28            | —        | —        | —        | —        | —        |

### Reprezentační statistiky
| 2016            | Švédsko 18      | MS18            | 7  | 0 | 0 | 0  | 0  | Stříbrná medaile |
| 2016            | Švédsko 18      | MIH             | 5  | 0 | 2 | 2  | 2  | 4. místo         |
| 2017            | Švédsko 18      | MS18            | 7  | 1 | 4 | 5  | 2  | 4. místo         |
| 2018            | Švédsko 20      | MSJ             | 7  | 2 | 0 | 2  | 2  | Stříbrná medaile |
| 2019            | Švédsko 20      | MSJ             | 5  | 1 | 3 | 4  | 4  | 5. místo         |
| 2021            | Švédsko         | MS              | 7  | 1 | 1 | 2  | 0  | 9. místo         |
| Junioři celkově | Junioři celkově | Junioři celkově | 31 | 4 | 9 | 13 | 10 |                  |
| Senioři celkově | Senioři celkově | Senioři celkově | 7  | 1 | 1 | 2  | 0  |                  |